# Hexommulocymus
Hexommulocymus is een monotypisch geslacht van spinnen uit de  familie van de Thomisidae (krabspinnen).

## Soort
- Hexommulocymus kolosvaryi Caporiacco, 1955